# Orthophytum benzingii
Orthophytum benzingii är en gräsväxtart som beskrevs av Elton Martinez Carvalho Leme och Hans Edmund Luther. Orthophytum benzingii ingår i släktet Orthophytum och familjen Bromeliaceae. Inga underarter finns listade i Catalogue of Life.